# Venezillo venustus
Venezillo venustus is een pissebed uit de familie Armadillidae. De wetenschappelijke naam van de soort is voor het eerst geldig gepubliceerd in 1893 door Gustav Budde-Lund.